# Renault UE
O tanquete Renault UE foi um trator leve blindado sobre lagarta, produzido pela França entre 1932 e 1940.
Em 1930, o Exército Francês decidiu desenvolver um veículo blindado leve capaz de rebocar e reabastecer pequenos canhões e morteiros. Em 1931, foi assinado um contrato com a Renault para as suas chenillettes Renault UE, ao mesmo tempo que os seus tratores Renault RK. Em 1937, entre muitos concorrentes, o tanquete Renault UE2 foi escolhido e melhorado para produção em massa. Todos os modelos combinados, tiveram mais de 5.000 unidades construídas, incluindo aqueles produzidos sob licença na Romênia.
Em 1939, o tanquete Renault UE fazia parte do equipamento padrão de todas as divisões de infantaria francesas. A maioria dos veículos em serviço estava desarmada. Aqueles que foram capturados em 1940 pelos alemães tiveram diversos usos, com a adição de metralhadoras, canhões antitanque ou lança-foguetes.